# Miguel Kayara
Miguel Kayara (11 agosto 1986) è un calciatore francese, centrocampista dell'Hienghène Sport.

## Carriera

### Nazionale
Ha debuttato in Nazionale il 1º giugno 2012, in Vanuatu-Nuova Caledonia (2-5). Ha partecipato, con la Nazionale, alla Coppa delle nazioni oceaniane 2012. Ha collezionato in totale, con la maglia della Nazionale, 7 presenze.

## Palmarès

### Club

#### Competizioni internazionali
- OFC Champions League: 1

Hienghène Sport: 2019